# Denis Matsouïev
Denis Leonidovitch Matsouïev ou Denis Matsuev (en russe : Денис Леонидович Мацуев) est un pianiste russe né le 11 juin 1975 à Irkoutsk. Il a remporté le premier prix au Concours international Tchaïkovski de 1998 à Moscou.

## Biographie
Né à Irkoutsk dans une famille de musiciens — sa mère est professeur de piano et son père un compositeur et pianiste reconnu — il commence l'étude du piano sous la tutelle de son père puis poursuit ses études musicales à l'école de musique d'Irkoutsk jusqu'à l'âge de 15 ans. À côté de ses activités musicales, Denis Matsouïev pratique le hockey sur glace et le football. Il subit deux fractures du bras au cours de ses activités sportives.
En 1990, Matsouïev part avec ses parents pour Moscou, où il parfait son éducation à l'école centrale de musique de Moscou. En 1993, il participe à son premier concours international de piano en Afrique du Sud, dont il remporte le premier prix. La même année, il entre au Conservatoire Tchaïkovski de Moscou dans les classes des professeurs Alekseï Nassedkine puis Sergueï Dorenski.
À l'âge de 23 ans, en 1998, il gagne le premier prix au Concours international Tchaïkovski à Moscou, événement qui marque le tournant de sa carrière. Par la suite, Matsouïev donne des concerts à travers le monde, jouant avec de célèbres chefs d'orchestre tels que Ievgueni Svetlanov, Vladimir Spivakov et Claudio Abbado.

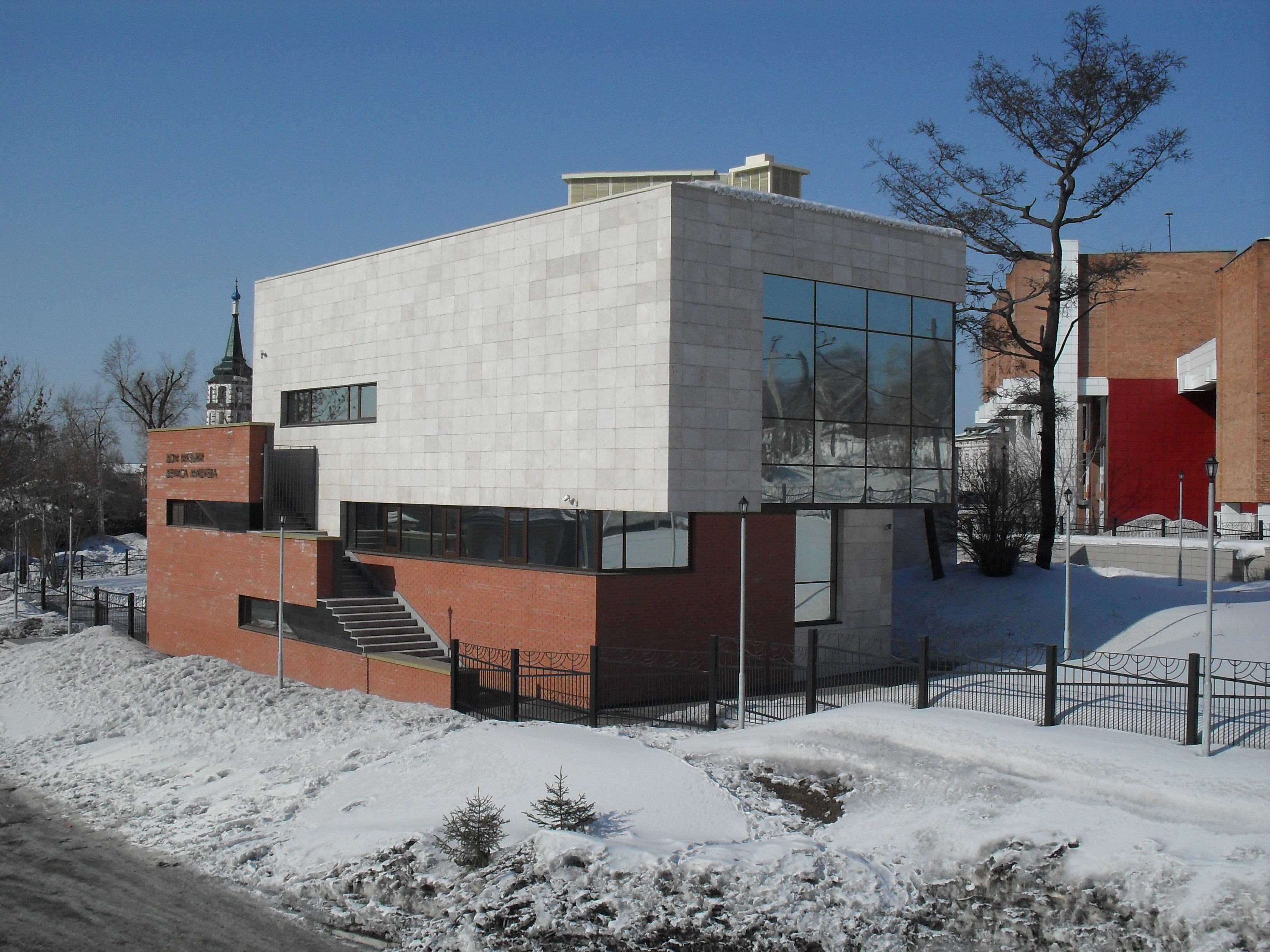
Salle de concert à Irkoutsk nommée d'après Matsouïev, qui sert de siège au festival « Étoiles sur le Baïkal »

Matsouïev donne aujourd'hui près de 150 concerts par an et fait partie de l'élite pianistique mondiale. Il se produit dans des salles prestigieuses telles que la Salle Gaveau, la Salle Pleyel, le Théâtre des Champs-Élysées, le Carnegie Hall, le Mozarteum, ou encore le Tokyo Opera City. Il est aussi l'organisateur de deux festivals en Russie : Stars on Baikal et Crescendo.
Matsouïev joue également de la musique jazz et a cité le pianiste noir américain Oscar Peterson comme influence clé sur son jeu en matière de jazz. Matsouïev a été le premier pianiste classique à donner un concert de jazz dans la Grande Salle du Conservatoire de Moscou.
Matsouïev et 80 autres artistes russes ont signé une lettre collective pour soutenir la position du président Vladimir Poutine sur l'Ukraine et la Crimée.

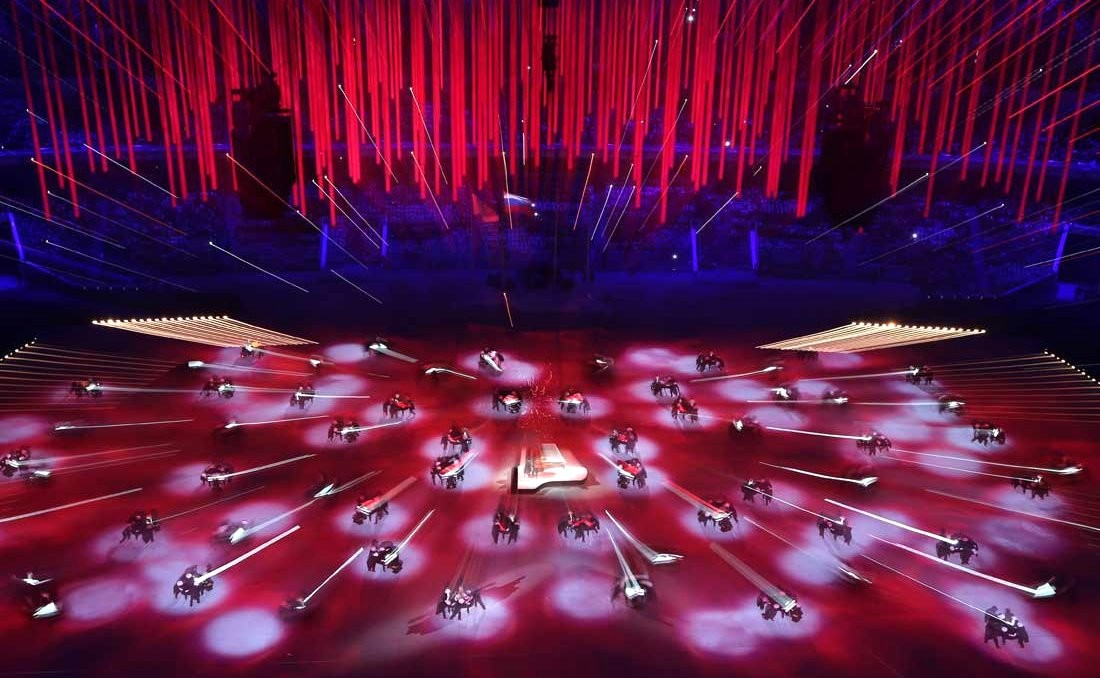
Matsouïev pendant la cérémonie de clôture des Jeux olympiques d'hiver de 2014

En février 2014, aux XXIIes Jeux Olympiques d'hiver à Sotchi, Matsouïev était porteur du flambeau et a joué lors de la cérémonie de clôture. En avril 2014, l'UNESCO l'a désigné comme Ambassadeur de bonne volonté de l'UNESCO.
En matière de football, Matsouïev, qui a été sportif avant d'être pianiste, a été nommé, en 2016, ambassadeur pour la Coupe du monde de football (Russie, 2018).

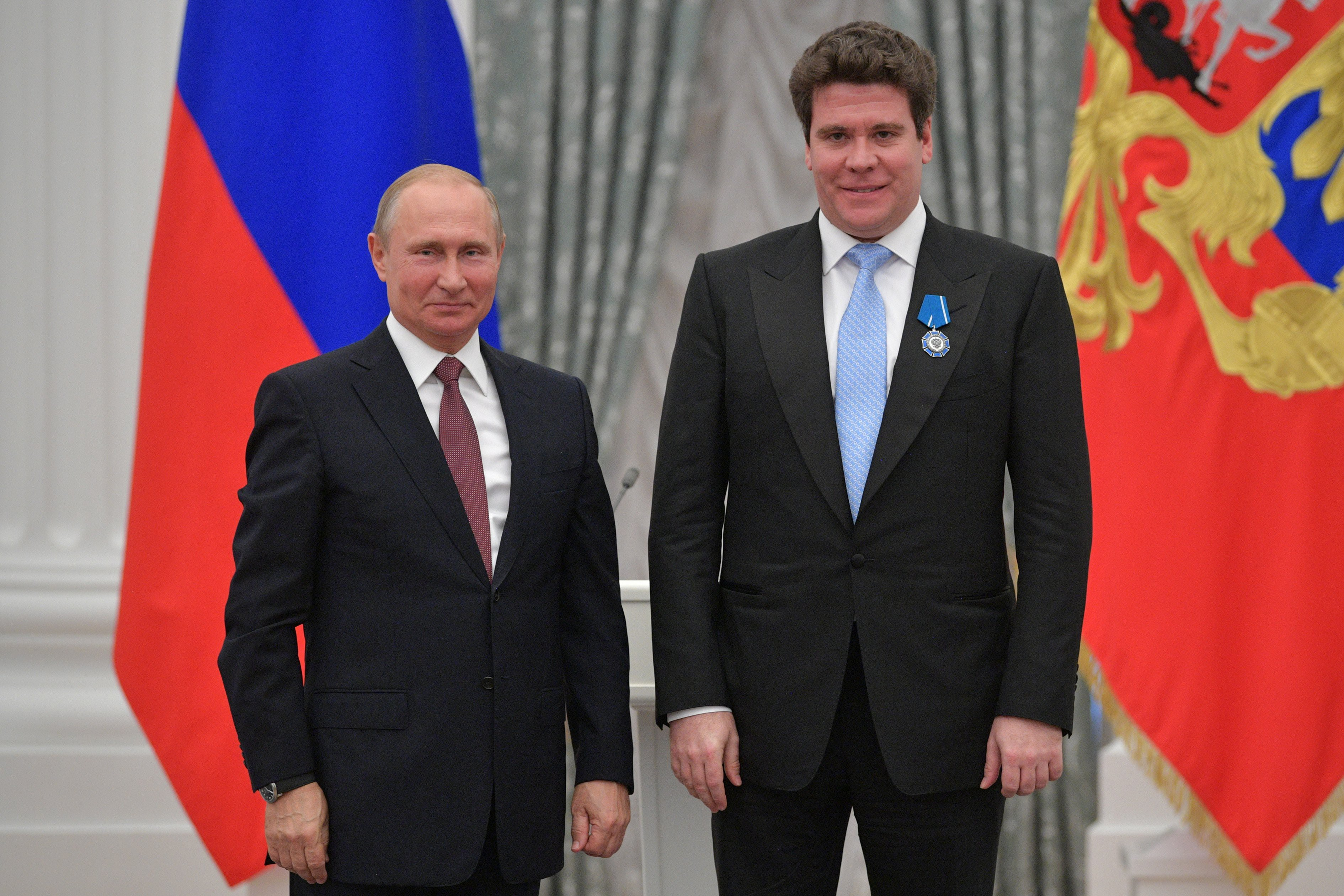
Matsuev reçoit l'Ordre de l'Honneur des mains du président Vladimir Poutine en 2018

En 2018, Matsouïev a été reçu dans l'Ordre de l'Honneur russe. En 2019, il est à l'initiative de la formation de l'orchestre symphonique de Tcheliabinsk.
Dans le contexte de guerre entre l'Ukraine et la Russie de 2022, le Carnegie Hall et l'Orchestre philharmonique de Vienne empêchent le pianiste, soutien de Vladimir Poutine, de se produire le vendredi 25 février 2022, alors qu'il était programmé, Seong-Jin Cho le remplace.

## Discographie
(septembre 2024).
- Denis Matsouïev - Haydn, Liszt, Tchaïkovski, Prokofiev. © & (P) 1997 NEW NAMES.
- Denis Matsouïev, piano - Haydn, Chopin, Liszt, Rachmaninov, Prokofiev. © & (P) VIVENDI 1999.
- Denis Matsouïev, piano - Beethoven, Tchaïkovski, Liszt, Prokofiev. Collection Étoiles. Enregistrement en public - Église Notre-Dame d'Auvers-sur-Oise, 27.05.2000.
- Denis Matsouïev - Liszt : Mephisto Waltz S.514, Schumann : Symphonic Etudes op. 13, Schubert : Piano Sonata No.14 in a minor D.784. Sacrambow (Japon), © & (P) 2000 JAPAN ARTS.
- Classic Masterpieces. Orchestre philharmonique de Budapest. Chef d'orchestre Rico Saccani. Tchaïkovski - Piano concertos Nos. 1 & 2. Soliste : Denis Matsouïev. © & (P) 2003 Independent Music & Media Alliance LTD.
- Denis Matsouïev - Hommage à Horowitz. Liszt, Bizet-Horowitz, Rossini-Ginzburg. (P) & © 2004 BMG Russia.
- Mariss Jansons - Symphonieorchester Des Bayerischen Rundfunks - Denis Matsouïev. Igor Stravinsky - Firebird Suite, Shchedrin - Piano Concerto No.5. © 2005 Sony BMG Music Entertainment.
- Denis Matsouïev - Stravinsky & Tchaïkovski. Stravinsky - Three Movements From Petrouchka, Tchaïkovski - The Seasons. RCA Red Seal. (P) & © 2005 Sony BMG Music Entertainment.
- Denis Matsouïev - Rachmaninov inconnu, RCA Red Seal. (P) & © 2007 Sony BMG Music Entertainment.
- The Carnegie Hall Concert, 2008,
- Коллекция, 2010,
- D. Shostakovich: Piano Concertos Nos 1 & 2, R. Shchedrin: Piano Concerto No 5. Mariinsky Orchestra, dir. Valery Gergiev, 2010,[15]
- S. Rachmaninov: Piano Concerto No 3 & Rhapsody on a Theme of Paganini. Mariinsky Orchestra, dir. Valery Gergiev, 2011,[16]
- Denis Matsouïev : Liszt Concertos 1 & 2, Totentanz. Russian National Orchestra, dir. Mikhail Pletnev, 2011
- S. Rachmaninov. Piano Concerto, G. Gershwin. Rhapsody in Blue. New York Philharmonic Orchestra, dir. Alan Gilbert, 2013
- Szymanowski: Symphonies (no + langue non reconnue : 3 & 4)[pas clair], Stabat Mater. London Symphony Orchestra, Valery Gergiev (Conductor), Denis Matsouïev(Artist), London Symphony Chorus (Orchestra) Format: Audio CD, 2013LSO Live Production
- Tchaïkovski : Piano Concertos Nos.1 & 2 Denis Matsouïev (Artist, Performer), Mariinsky Orchestra, Valery Gergiev (Conductor), Piotr Ilitch Tchaïkovski (Composer), Format: Audio CD, 2014 Mariinsky Label
- Prokofiev: Piano Concerto no 3, Symphonie (no + langue non reconnue : 5)[pas clair] Denis Matsouïev (Performer), Mariinsky Orchestra, Valery Gergiev (Conductor), Sergei Prokofiev (Composer), Format: Audio CD, 2014 Mariinsky Label